# Apparat (Verfahrenstechnik)

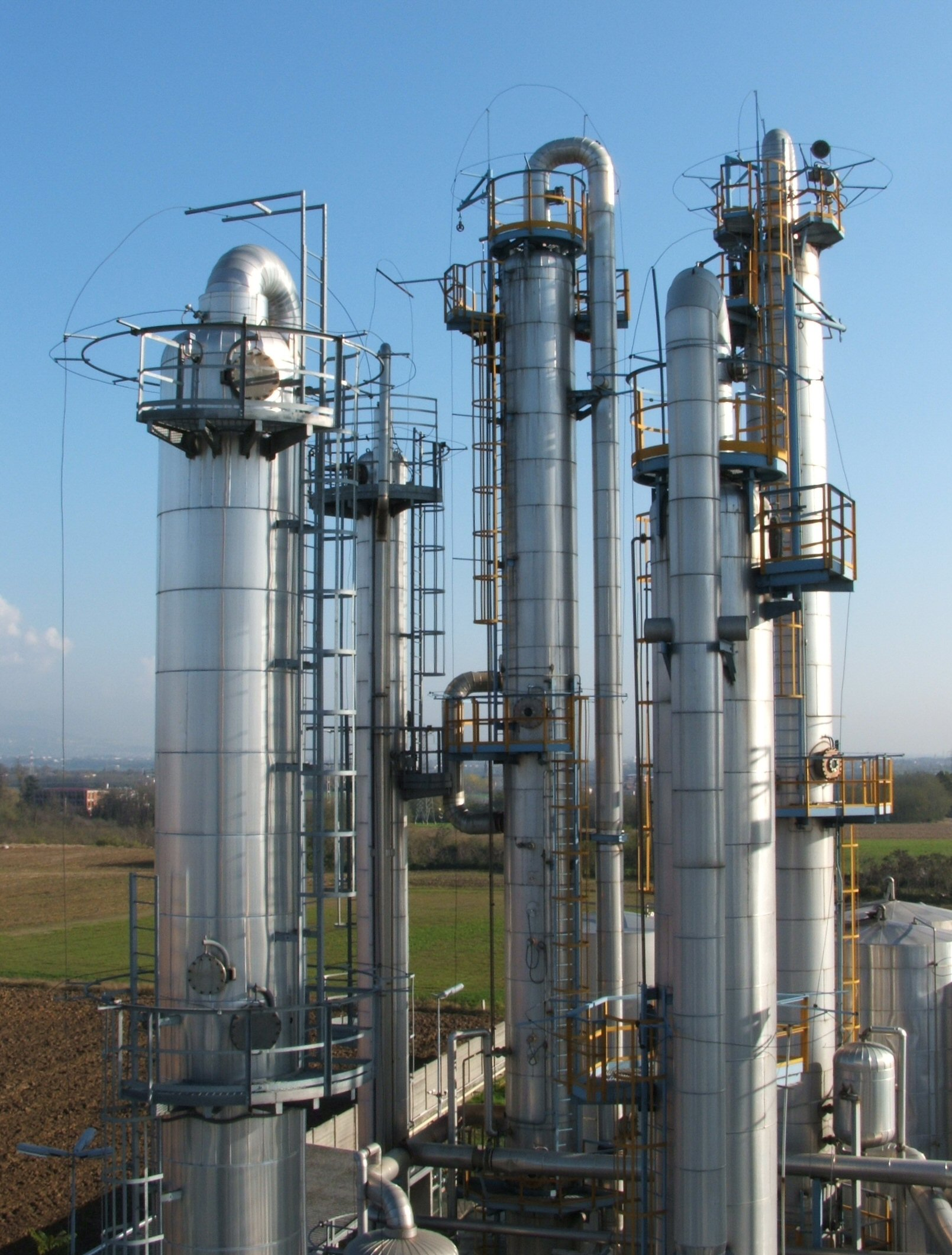
Kolonnen, typische verfahrenstechnische Apparate

Ein Apparat ist in der Verfahrenstechnik eine Baueinheit zur Umsetzung von Stoffen und/oder Energie, wobei – in Abgrenzung zu einer Maschine – keine oder nur geringfügige mechanische Arbeit abgegeben oder aufgenommen wird bzw. – in Abgrenzung zu einem Gerät – keine oder nur geringfügige Signale verarbeitet werden. 
Entsprechend enthalten die meisten verfahrenstechnischen Apparate keine bewegte, nach außen geführte Teile zur Kraftübertragung (z. B. Wellen, Achsen, Stangen), oder wenn, dann ist die Bewegung dieser Teile von untergeordneter Bedeutung für die Funktion des Apparates.
Apparate kommen vielfach in der Chemietechnik, der Biotechnologie, der Energietechnik und anderen Anwendungsgebieten der Verfahrenstechnik zum Einsatz.

## Apparatetypen
Einige der wichtigsten Arten von Apparaten sind:
- Rohrleitung
- Druckbehälter
- Düse

### In der chemischen Verfahrenstechnik
- Reaktor
- Rührkessel
- Gaswäscher
- Entgaser
- Cracker

### In der thermischen Verfahrenstechnik
- Destillator
- Absorber
- Kolonne
- Brüdenkondensator

### In der mechanischen Verfahrenstechnik
- Sieb
- Zyklon
- (Statischer) Mischer
- Zerstäuber

### In der Energieverfahrenstechnik
- Wärmetauscher
- Dampfkessel
- Feuerung
- Kondensator

## Apparatebau
Der Apparatebau ist das Teilgebiet der Ingenieurwissenschaften das sich mit der Auslegung, Konstruktion und Herstellung von Apparaten befasst. Neben genauen Kenntnissen des Prozesses, der innerhalb des Apparates abläuft, sind hierfür insbesondere Kenntnisse der Konstruktionslehre, Festigkeitslehre / Technische Mechanik, Werkstoffkunde, Wärmeübertragung und Strömungsmechanik erforderlich. Viele Apparate sind Druckbehälter und unterliegen somit erhöhten Sicherheitsanforderungen.